# قرية الجبل (حزم العدين)

تعديل مصدري - تعديل

قرية الجبل محلة تابعة لقرية المائدة، التابعة لعزلة المعيظة بمديرية حزم العدين إحدى مديريات محافظة إب في الجمهورية اليمنية، بلغ تعداد سكانها 43 حسب تعداد اليمن لعام 2004.